# Anne Shirley (aktorka)
Dawn Evelyn Paris (ur. 17 kwietnia 1918 w Nowym Jorku, zm. 4 lipca 1993 w Los Angeles), znana również jako Anne Shirley – amerykańska aktorka, nominowana do Oscara za rolę drugoplanową w filmie Wzgardzona.

## Wybrana filmografia
- 1923: Hiszpańska tancerka jako Don Balthazar Carlos
- 1928: Cztery diabły jako Marion (jako dziecko)
- 1932: Three on a Match jako Vivian Revere (jako dziecko)
- 1932: Ostatnia cesarzowa jako księżniczka Anastazja (niewymieniona w czołówce)
- 1937: Wzgardzona jako Laurel Dallas
- 1944: Żegnaj, laleczko jako Anne Grayle